# Estefanía Caamaño
María Estefanía Caamaño Martín (Madrid, 1969) es una investigadora e ingeniera de telecomunicaciones española especializada en ingeniería eléctrica, física aplicada y electrónica física.

## Trayectoria
Caamaño estudió ingeniería de telecomunicaciones en la Escuela Técnica Superior de Ingenieros de Telecomunicaciones (Universidad Politécnica de Madrid), prosiguió su formación y se doctoró en la Universidad Politécnica de Madrid (tesis: Edificios fotovoltaicos conectados a la red eléctrica caracterización y análisis)  Desde agosto de 2000 es investigadora y profesora titular de la Universidad Politécnica de Madrid (UPM), en la Escuela Técnica Superior de Ingenieros de Telecomunicaciones y en el Instituto de Energía Solar. Su ámbito de investigación gira en torno al desarrollo de la energía solar fotovoltaica para su integración en áreas urbanas. Ha participado en grupos de investigación nacionales e internacionales que desarrollan elementos fotovoltaicos que sirven como sistemas constructivos en edificios y entornos urbanos. También participa en investigaciones sobre la gestión eléctrica de origen renovable con generación distribuida, para promover sistemas que faciliten las comunidades energéticas locales y la transición energética alineada con los Objetivos de Desarrollo Sostenible (ODS).
Caamaño ha participado en congresos, conferencias y actividades sobre energía solar fotovoltaica con ponencias y comunicaciones técnicas. Participó en el XVI Congreso Ibérico y el XII Congreso Iberoamericano de energía solar. El artículo de título Rehabilitación energética, fotovoltaica, oficinas analiza la viabilidad de la integración arquitectónica fotovoltaica como estrategia de rehabilitación energética de edificios, con la perspectiva del desarrollo de prototipos que faciliten la implantación en los edificios de oficinas existentes en España. el objetivo es desarrollar modelos de transición energética en el modelo eléctrico para conseguir una economía descarbonizada.
Ha participado en proyectos nacionales e internacionales sobre energía solar. En 2016 participó como representante del Instituto de Energía Solar junto a Nuria Martín Chivelet de la Unidad de Energía Solar Fotovoltaica del Centro de Investigaciones Energéticas, Medioambientales y Tecnológicas (CIEMAT) y Victoria Azancot, directora técnica de la Unión Española Fotovoltaica (UNEF) en el lanzamiento del grupo de trabajo Integración de la Energía Solar Fotovoltaica en la edificación, para impulsar la integración fotovoltaica en los edificios en España, dentro del marco y contando con la participación de la experiencia internacional.
Caamaño coordina el grupo de investigación de Generación Distribuida Renovable y Control Inteligente del Instituto de Energía Solar de la Universidad Politécnica de Madrid (UPM). Participa y colabora con diferentes instituciones que promueven el acceso a la electricidad como derecho básico, según Caamaño “el acceso a la electricidad es un derecho humano básico y debería garantizarse”.  Es miembro del Comité de Descarbonización de la Universidad Politécnica de Madrid (UPM) y colabora con el centro para el Desarrollo Humano, itdUPM, un centro de innovación en tecnología de la UPM que trabaja en la implantación de los Objetivos de Desarrollo Sostenible (ODS) y la Responsabilidad social corporativa en el marco de los tres ejes de la sostenibilidad, sociedad, economía y medio ambiente.
Ha publicado numerosos artículos de investigación, libros y monográficos colectivos en diferentes medios académicos, especializados o de difusión.